# Oberea nigrobasipennis
Oberea nigrobasipennis là một loài bọ cánh cứng trong họ Cerambycidae.